# Amerikaans-Samoaans honkbalteam

Vlag van Amerikaans-Samoa.

Het Amerikaans-Samoaans honkbalteam is het nationale honkbalteam van Amerikaans-Samoa. Het team vertegenwoordigt de eilandengroep tijdens internationale wedstrijden.
Het Amerikaans-Samoaans honkbalteam hoort bij de Oceanische Honkbal Confederatie (BCO). 

## Zuid-Pacifische Spelen
Amerikaans-Samoa nam driemaal deel aan de Zuid-Pacifische Spelen. De tweede plaats was de hoogste klassering.
| Editie    | 2003   | 2007  | 2011 |
| Prestatie | Zilver | Brons | 6e   |